# Bull Allen
Pour les articles homonymes, voir Allen.
Leslie Charles Clarence Allen, dit « Bull » Allen est un soldat australien né le 9 novembre 1916 à Ballarat East (en) et mort le 11 mai 1982 à Ballarat. Il est décoré de la Silver Star américaine pour bravoure lors de la Seconde Guerre mondiale.
Brancardier, Allen s'enrôle dans la Seconde force impériale australienne au milieu des années 1940, comme volontaire pour le service outre-mer. Il a été affecté au 2/5th Battalion (en), une unité d'infanterie, et déployé au Moyen-Orient où il participe à la guerre du Désert et à la campagne de Syrie, avant que son unité ne retourne en Australie en 1942. Il sert ensuite en Nouvelle-Guinée. En juillet 1943, Allen participe à la bataille du mont Tambu où il secourt douze soldats américains blessés lors des combats. C'est pour cette action qu'il reçoit la Silver Star.
La chanson The Ballad of Bull de l'album Heroes (2014) de Sabaton lui est consacrée.